# Nor-Am Cup 2008
La Nor-Am Cup 2008 fu la 31ª edizione della manifestazione organizzata dalla Federazione Internazionale Sci.
La stagione maschile iniziò il 26 novembre 2007 a Keystone, negli Stati Uniti, e si concluse il 16 marzo 2008 a Whiteface Mountain, ancora negli Stati Uniti; furono disputate 20 delle 21 gare in programma (2 discese libere, 4 supergiganti, 6 slalom giganti, 6 slalom speciali, 2 supercombinate), in 7 diverse località. Il canadese Julien Cousineau si aggiudicò sia la classifica generale, sia quella di slalom gigante; gli statunitensi Jeremy Transue, Kevin Francis, Cody Marshall e Maximilian Hammer vinsero rispettivamente le classifiche di discesa libera, di supergigante, di slalom speciale e di combinata. Lo statunitense Andrew Weibrecht era il detentore uscente della Coppa generale.
La stagione femminile iniziò il 28 novembre 2007 a Keystone, negli Stati Uniti, e si concluse il 15 marzo 2008 a Whiteface Mountain, ancora negli Stati Uniti; furono disputate 20 delle 24 gare in programma (2 discese libere, 4 supergiganti, 6 slalom giganti, 6 slalom speciali, 2 supercombinate), in 7 diverse località. La canadese Larisa Yurkiw si aggiudicò sia la classifica generale, sia quella di discesa libera; la statunitense Chelsea Marshall vinse le classifiche di discesa libera (a pari merito con la Yurkiw), di supergigante e di combinata, la sua connazionale Megan McJames quella di slalom gigante e la canadese Anna Goodman quella di slalom speciale. La statunitense Leanne Smith era la detentrice uscente della Coppa generale.

## Uomini

### Risultati
| Data             | Località           | Nazione     | Spec. | Primo                  | Secondo            | Terzo                       |
| ---------------- | ------------------ | ----------- | ----- | ---------------------- | ------------------ | --------------------------- |
| 26 novembre 2007 | Keystone           | Stati Uniti | GS    | Kalle Palander         | Julien Cousineau   | Kjetil Jansrud              |
| 27 novembre 2007 | Keystone           | Stati Uniti | GS    | Erik Schlopy           | Cyprien Richard    | Thomas Frey                 |
| 28 novembre 2007 | Winter Park        | Stati Uniti | SL    | Thomas Fanara          | Paul McDonald      | Cody Marshall               |
| 29 novembre 2007 | Winter Park        | Stati Uniti | SL    | Patrick Biggs          | Jimmy Cochran      | Kilian Albrecht Naoki Yuasa |
| 6 dicembre 2007  | Lake Louise        | Canada      | DH    | Manuel Osborne-Paradis | Louis-Pierre Hélie | Natko Zrnčić-Dim            |
| 7 dicembre 2007  | Lake Louise        | Canada      | DH    | Jeremy Transue         | Patrick Wright     | Christopher Beckmann        |
| 10 dicembre 2007 | Panorama           | Canada      | SC    | Maximilian Hammer      | Adam Cole          | Andrew Phillips Tin Široki  |
| 10 dicembre 2007 | Panorama           | Canada      | SG    | Kevin Francis          | Louis-Pierre Hélie | Chris Frank                 |
| 11 dicembre 2007 | Panorama           | Canada      | SG    | Jeremy Transue         | Jeffrey Frisch     | Kevin Francis               |
| 3 gennaio 2008   | Sunday River       | Stati Uniti | GS    | Warner Nickerson       | Jake Zamansky      | Julien Cousineau            |
| 4 gennaio 2008   | Sunday River       | Stati Uniti | GS    | Scott Barrett          | Tim Jitloff        | Robbie Dixon                |
| 5 gennaio 2008   | Sunday River       | Stati Uniti | SL    | Cody Marshall          | Trevor White       | Julien Cousineau            |
| 6 gennaio 2008   | Sunday River       | Stati Uniti | SL    | Adam Cole              | Tague Thorson      | Cody Marshall Trevor White  |
| 10 gennaio 2008  | Sugarloaf          | Stati Uniti | DH    | annullata              | annullata          | annullata                   |
| 8 marzo 2008     | Georgian Peaks     | Canada      | SL    | Julien Cousineau       | Tim Jitloff        | Trevor White                |
| 9 marzo 2008     | Georgian Peaks     | Canada      | SL    | Patrick Biggs          | Scott Barrett      | Julien Cousineau            |
| 11 marzo 2008    | Whiteface Mountain | Stati Uniti | SG    | Kevin Francis          | Andrew Weibrecht   | TJ Lanning                  |
| 12 marzo 2008    | Whiteface Mountain | Stati Uniti | SC    | Tim Kelley             | Andrew Weibrecht   | Will Brandenburg            |
| 12 marzo 2008    | Whiteface Mountain | Stati Uniti | SG    | Andrew Weibrecht       | Patrick Wright     | Kevin Francis               |
| 14 marzo 2008    | Whiteface Mountain | Stati Uniti | GS    | Julien Cousineau       | Tim Jitloff        | Jake Zamansky               |
| 16 marzo 2008    | Whiteface Mountain | Stati Uniti | GS    | Tommy Ford             | Jean-Philippe Roy  | Jake Zamansky               |

Legenda:

DH = discesa libera

SG = supergigante

GS = slalom gigante

SL = slalom speciale

SC = supercombinata

### Classifiche

#### Generale
| Pos. | Nome               | Nazione     | Punti |
| ---- | ------------------ | ----------- | ----- |
| 1    | Julien Cousineau   | Canada      | 640   |
| 2    | Louis-Pierre Hélie | Canada      | 443   |
| 3    | Kevin Francis      | Stati Uniti | 440   |
| 4    | Tim Jitloff        | Stati Uniti | 417   |
| 5    | Cody Marshall      | Stati Uniti | 407   |
| 6    | Jake Zamansky      | Stati Uniti | 401   |
| 7    | Scott Barrett      | Canada      | 379   |
| 8    | Will Brandenburg   | Stati Uniti | 366   |
| 9    | Chris Frank        | Stati Uniti | 310   |
| 10   | Andrew Weibrecht   | Stati Uniti | 305   |

#### Discesa libera
| Pos. | Nome                   | Nazione     | Punti |
| ---- | ---------------------- | ----------- | ----- |
| 1    | Jeremy Transue         | Stati Uniti | 145   |
| 2    | Patrick Wright         | Canada      | 130   |
| 3    | Louis-Pierre Hélie     | Canada      | 120   |
| 4    | Natko Zrnčić-Dim       | Croazia     | 110   |
| 5    | Manuel Osborne-Paradis | Canada      | 100   |

#### Supergigante
| Pos. | Nome               | Nazione     | Punti |
| ---- | ------------------ | ----------- | ----- |
| 1    | Kevin Francis      | Stati Uniti | 320   |
| 2    | Andrew Weibrecht   | Stati Uniti | 180   |
| 3    | Louis-Pierre Hélie | Canada      | 152   |
| 4    | Tyler Nella        | Canada      | 146   |
| 5    | Patrick Wright     | Canada      | 130   |

#### Slalom gigante
| Pos. | Nome             | Nazione     | Punti |
| ---- | ---------------- | ----------- | ----- |
| 1    | Julien Cousineau | Canada      | 280   |
| 2    | Jake Zamansky    | Stati Uniti | 252   |
| 3    | Warner Nickerson | Stati Uniti | 219   |
| 4    | Tim Jitloff      | Stati Uniti | 217   |
| 5    | Scott Barrett    | Canada      | 196   |

#### Slalom speciale
| Pos. | Nome             | Nazione     | Punti |
| ---- | ---------------- | ----------- | ----- |
| 1    | Cody Marshall    | Stati Uniti | 332   |
| 2    | Julien Cousineau | Canada      | 286   |
| 3    | Patrick Biggs    | Canada      | 277   |
| 4    | Trevor White     | Canada      | 250   |
| 5    | Tim Jitloff      | Stati Uniti | 174   |

#### Combinata
| Pos. | Nome              | Nazione     | Punti |
| ---- | ----------------- | ----------- | ----- |
| 1    | Maximilian Hammer | Stati Uniti | 104   |
| 2    | Tim Kelley        | Stati Uniti | 100   |
| 3    | Brady Leman       | Canada      | 82    |
| 4    | Adam Cole         | Stati Uniti | 80    |
| 4    | Andrew Weibrecht  | Stati Uniti | 80    |

## Donne

### Risultati
| Data             | Località           | Nazione     | Spec. | Prima                  | Seconda           | Terza                  |
| ---------------- | ------------------ | ----------- | ----- | ---------------------- | ----------------- | ---------------------- |
| 28 novembre 2007 | Keystone           | Stati Uniti | GS    | Kathrin Zettel         | Tessa Worley      | Maria Pietilä Holmner  |
| 29 novembre 2007 | Keystone           | Stati Uniti | GS    | Marion Bertrand        | Megan McJames     | Maria Pietilä Holmner  |
| 30 novembre 2007 | Winter Park        | Stati Uniti | SL    | Kathrin Zettel         | Therese Borssén   | Susanne Riesch         |
| 1º dicembre 2007 | Winter Park        | Stati Uniti | SL    | Susanne Riesch         | Veronika Zuzulová | Michaela Kirchgasser   |
| 6 dicembre 2007  | Lake Louise        | Canada      | DH    | Keely Kelleher         | Larisa Yurkiw     | Chelsea Marshall       |
| 7 dicembre 2007  | Lake Louise        | Canada      | DH    | Chelsea Marshall       | Larisa Yurkiw     | Laurenne Ross          |
| 11 dicembre 2007 | Panorama           | Canada      | SG    | Leanne Smith           | Larisa Yurkiw     | Émilie Desforges       |
| 12 dicembre 2007 | Panorama           | Canada      | SC    | Larisa Yurkiw          | Chelsea Marshall  | Stephanie Irwin        |
| 12 dicembre 2007 | Panorama           | Canada      | SG    | Larisa Yurkiw          | Chelsea Marshall  | Katie Hartman          |
| 3 gennaio 2008   | Mont-Sainte-Anne   | Canada      | GS    | Marie-Pier Préfontaine | Leanne Smith      | Jenny Lathrop          |
| 4 gennaio 2008   | Mont-Sainte-Anne   | Canada      | GS    | Larisa Yurkiw          | Keely Kelleher    | Marie-Pier Préfontaine |
| 5 gennaio 2008   | Mont-Sainte-Anne   | Canada      | SL    | Kiley Staples          | Megan Ryley       | Larisa Yurkiw          |
| 6 gennaio 2008   | Mont-Sainte-Anne   | Canada      | SL    | Anna Goodman           | Megan Ryley       | Brittany Phelan        |
| 9 gennaio 2008   | Sugarloaf          | Stati Uniti | DH    | annullata              | annullata         | annullata              |
| 10 gennaio 2008  | Sugarloaf          | Stati Uniti | SC    | annullata              | annullata         | annullata              |
| 10 gennaio 2008  | Sugarloaf          | Stati Uniti | DH    | annullata              | annullata         | annullata              |
| 11 gennaio 2008  | Sugarloaf          | Stati Uniti | SG    | annullata              | annullata         | annullata              |
| 8 marzo 2008     | Craigleith         | Canada      | SL    | Hailey Duke            | Shona Rubens      | Anna Goodman           |
| 9 marzo 2008     | Craigleith         | Canada      | SL    | Hailey Duke            | Anna Goodman      | Erin Mielzynski        |
| 11 marzo 2008    | Whiteface Mountain | Stati Uniti | SC    | Émilie Desforges       | Erin Mielzynski   | Kiley Staples          |
| 11 marzo 2008    | Whiteface Mountain | Stati Uniti | SG    | Émilie Desforges       | Megan McJames     | Chelsea Marshall       |
| 12 marzo 2008    | Whiteface Mountain | Stati Uniti | SG    | Megan McJames          | Chelsea Marshall  | Kelly McBroom          |
| 13 marzo 2008    | Whiteface Mountain | Stati Uniti | GS    | Shona Rubens           | Leanne Smith      | Caitlin Ciccone        |
| 15 marzo 2008    | Whiteface Mountain | Stati Uniti | GS    | Megan McJames          | Émilie Desforges  | Leanne Smith           |

Legenda:

DH = discesa libera

SG = supergigante

GS = slalom gigante

SL = slalom speciale

SC = supercombinata

### Classifiche

#### Generale
| Pos. | Nome               | Nazione     | Punti |
| ---- | ------------------ | ----------- | ----- |
| 1    | Larisa Yurkiw      | Canada      | 723   |
| 2    | Chelsea Marshall   | Stati Uniti | 633   |
| 3    | Émilie Desforges   | Canada      | 619   |
| 4    | Leanne Smith       | Stati Uniti | 532   |
| 5    | Megan McJames      | Stati Uniti | 526   |
| 6    | Georgia Simmerling | Canada      | 420   |
| 7    | Kiley Staples      | Stati Uniti | 397   |
| 8    | Erin Mielzynski    | Canada      | 371   |
| 9    | Laurenne Ross      | Stati Uniti | 368   |
| 10   | Anna Goodman       | Canada      | 353   |

#### Discesa libera
| Pos. | Nome             | Nazione     | Punti |
| ---- | ---------------- | ----------- | ----- |
| 1    | Chelsea Marshall | Stati Uniti | 160   |
| 1    | Larisa Yurkiw    | Canada      | 160   |
| 3    | Keely Kelleher   | Stati Uniti | 150   |
| 4    | Laurenne Ross    | Stati Uniti | 105   |
| 5    | Klára Křížová    | Rep. Ceca   | 95    |

#### Supergigante
| Pos. | Nome             | Nazione     | Punti |
| ---- | ---------------- | ----------- | ----- |
| 1    | Chelsea Marshall | Stati Uniti | 265   |
| 2    | Larisa Yurkiw    | Canada      | 220   |
| 3    | Émilie Desforges | Canada      | 210   |
| 4    | Leanne Smith     | Stati Uniti | 186   |
| 5    | Megan McJames    | Stati Uniti | 180   |

#### Slalom gigante
| Pos. | Nome                   | Nazione     | Punti |
| ---- | ---------------------- | ----------- | ----- |
| 1    | Megan McJames          | Stati Uniti | 270   |
| 2    | Leanne Smith           | Stati Uniti | 260   |
| 3    | Marie-Pier Préfontaine | Canada      | 226   |
| 4    | Émilie Desforges       | Canada      | 220   |
| 5    | Larisa Yurkiw          | Canada      | 156   |

#### Slalom speciale
| Pos. | Nome           | Nazione     | Punti |
| ---- | -------------- | ----------- | ----- |
| 1    | Anna Goodman   | Canada      | 301   |
| 2    | Hailey Duke    | Stati Uniti | 245   |
| 3    | Megan Ryley    | Canada      | 235   |
| 4    | Kiley Staples  | Stati Uniti | 186   |
| 5    | Susanne Riesch | Germania    | 160   |

#### Combinata
| Pos. | Nome               | Nazione     | Punti |
| ---- | ------------------ | ----------- | ----- |
| 1    | Chelsea Marshall   | Stati Uniti | 116   |
| 2    | Erin Mielzynski    | Canada      | 112   |
| 3    | Émilie Desforges   | Canada      | 104   |
| 4    | Larisa Yurkiw      | Canada      | 100   |
| 5    | Georgia Simmerling | Canada      | 65    |